# Gewelltblättrige Schwertpflanze
Die Gewelltblättrige Schwertpflanze oder Leopoldina-Schwertpflanze (Echinodorus major (Micheli) Rataj, Syn.: Echinodorus martii var. major Micheli) ist eine Pflanzenart aus der Gattung Schwertpflanzen (Echinodorus) innerhalb der Familie der Froschlöffelgewächse (Alismataceae).

## Beschreibung
Bei dieser Sumpfpflanze handelt es sich um eine mittel- bis große und kräftig wachsende, ausdauernde krautige Pflanze, die Rhizome bildet. Die verkehrt-lanzettlichen Laubblätter stehen in einer Blattrosette zusammen. Die Blattoberseite ist hellgrün.

## Vorkommen
Das natürliche Verbreitungsgebiet ist das östliche Brasilien.

## Verwendung als Aquarienpflanze
Wie die meisten anderen Arten der Gattung der Schwertpflanzen zählt auch die Gewelltblättrige Schwertpflanze zu den beliebten Aquarienpflanzen. Die Gewelltblättrige Schwertpflanze gilt dabei als anspruchslose Pflanze, die allerdings einen nährstoffreichen Boden benötigt. Im Aquarium gedeiht diese Art am besten bei Temperaturen zwischen 19 und 26 Grad Celsius. Ihr Lichtbedarf ist mittel- bis hoch. Sie eignet sich als Mittel- und Hintergrund- sowie als Solitärpflanze. Aquarien sollten etwa einhundertfünfzig Liter fassen.